# Богомолець Олександр Михайлович
Олександр Михайлович Богомолець (1850–1935) — представник «чернігівської» гілки литовсько-руського роду Богомольців гербу «Помян». Земський лікар, революціонер-народник. Родоначальник всесвітньо відомої української медичної династії Богомольців. Батько президента Академій Наук УРСР Олександра Олександровича Богомольця.

## Сім'я. Ранні роки
Олександр Михайлович Богомолець народився 25 серпня 1850 року в Ніжині. Був п'ятою дитиною в сім'ї засідателя Ніжинського повітового суду, титулярного радника Михайла Федоровича Богомольця (1812—1895). Усього в родині було три сини і три доньки. Родина Богомольців була за тодішніми провінційними мірками досить заможною. Михайло Федорович спільно з братами, Андрієм, Тимофієм і Йосипом Богомольцями, володів спадковим маєтком у селі Короп'є Остерського повіту Чернігівської губернії з 10 душами селян і 470 десятинами землі.
Ще в юнацькі роки Олександр Михайлович Богомолець захопився революційною діяльністю. Бунтарські настрої захопили також його сестер — Єлизавету і Анну. Навчаючись у Петербурзі, вони брали участь у студентських сходках, за що були вислані зі столиці. У 1879 році Єлизавета, що жила в Ічні (Борзнянський повіт Чернігівської губернії), була заарештована і вислана як політично неблагонадійна в Зіньківський повіт Полтавської губернії.
Після гімназії Олександр Михайлович Богомолець вступив до медичного факультету Київського університету ім. Св. Володимира, який закінчив у 1874 році з відзнакою. Наступного року він одружився з Софією Миколаївною Присецькою (1856—1892) гербу «Новина» — колишньою ученицею Київської Фундуклеївської жіночої гімназії.

## Революційна діяльність
У 1878 році подружжя Богомольців виїхало на Кубань. Там, у станиці Усть-Лабінськ, Олександр за допомогою Софії займався лікарською практикою. Крім того, подружжя поширювало серед станичників політичну літературу. За молодими лікарями був встановлений негласний поліцейський нагляд. У 1879 році виїхали до Харкова. Того ж року Софія Богомолець за розпорядженням харківського генерал-губернатора була вислана з Харкова до Полтавської губернії під негласний нагляд як політично неблагонадійна.
Олександр Богомолець тим часом переїхав до Києва і там брав участь у діяльності київського революційного гуртка. Невдовзі до Києва переїздить Софія Богомолець і залучається до діяльності Південноросійського робітничого союзу.
Восени 1880 року Олександр Михайлович Богомолець переправив брата своєї дружини, Івана Присецького, так само революціонера-народника, до Франції. Формально — нібито для лікування. Насправді — аби сховати його від російської поліції.
У лютому наступного року в Парижі Олександр Михайлович Богомолець дізнався про арешт дружини в Києві. Він нелегально переправився в Російську імперію, через Гродненську губернію до Ніжина. Там і був арештований — прямо на вулиці в ніч на 13 січня 1882 року.
Оскільки прямих доказів участі Олександра Богомольця в діяльності радикальних народницьких союзів, що сповідували насильницькі методи боротьби, слідство не знайшло, він відбув півторарічне тюремне ув'язнення, а потім був відправлений за рішенням Київського військово-окружного суду на трирічне заслання під наглядом.
Софія Миколаївна отримала набагато суворіший вирок — десять років каторги в Забайкаллі.

## Заслання. Поліційний нагляд

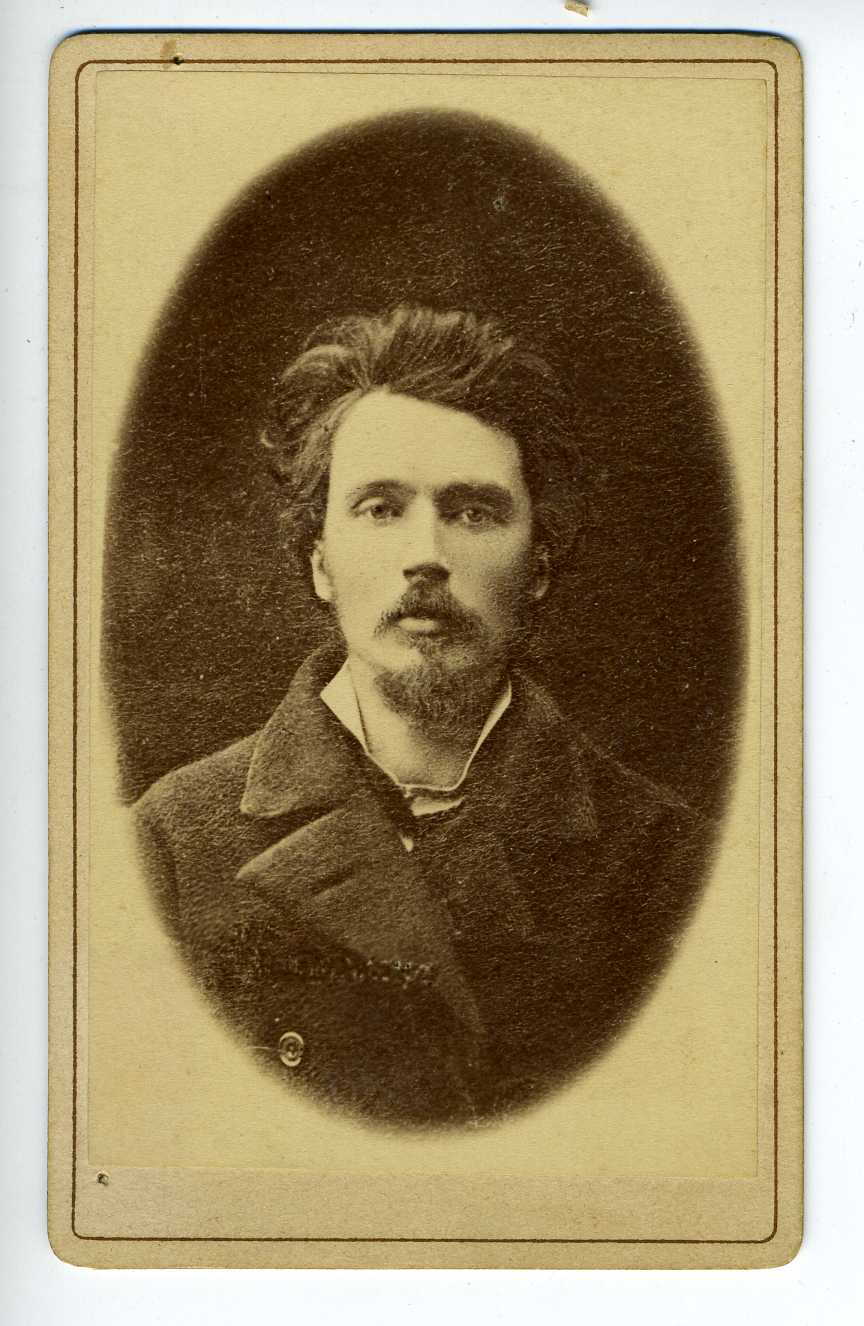
Олександр Михайлович Богомолець у період заслання. 1880-ті рр.

З 1883 року Олександр Михайлович Богомолець відбуває заслання в Тобольську, потім в Акмолинську (Акмоллах, територія сучасного Казахстану). Там у січні 1884 року він отримав дозвіл займатися лікарською практикою. Приблизно тоді ж він подає клопотання про своє переведення за місцем проживання дружини. Проте в березні 1884 року клопотання відхиляється. Причиною, очевидно, стала участь Софії Богомолець в акціях протесту проти тюремної і каторжної адміністрації.
У лютому 1885 року Олександр Михайлович Богомолець переведений у Семипалатинськ. А у квітні 1886 року звільнений від гласного нагляду і переведений під негласний. При цьому йому було заборонено проживання в столицях і в губерніях: Київській, Катеринославській, Харківській, Херсонській і Таврійській.
З того часу і до 1890 року Олександр Богомолець-старший живе в різних містах імперії — у Твері, Гомелі, Тифлісі, Нижньому Новгороді. У Твері губернатор не дозволяв йому займатися лікарською практикою. З Гомеля, куди він укотре переїхав, Олександр Михайлович пише клопотання про дозвіл побачення з дружиною в Сибіру і про полегшення її долі на увазі хвороби. Клопотання знову залишено без задоволення.
У 1889 році Олександр Михайлович Богомолець переїжджає із Нижнього Новгорода до Полтави, а через рік — у Ніжин. Там він, нарешті, побачив сина, який до цього жив у маєтності Климово свого дідуся по матері, Миколи Максимовича Присецького. Іще через рік Олександр Михайлович отримує дозвіл на побачення з дружиною і поїздку на Нижню Кару. Для цього довелося втрутитися російському письменнику Льву Миколайовичу Толстому, котрий неодноразово звертався в цій справі до своїх знайомих чиновників у царському уряді.

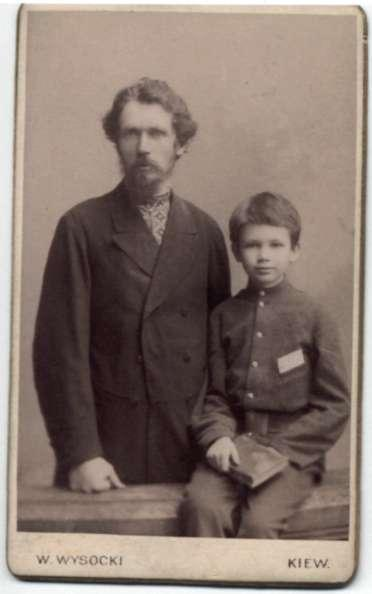
Олександр Михайлович Богомолець з сином перед подорожжю до Сибіру на побачення з матір'ю. Київ, 1890—1891 рр.

До Нижньої Кари Олександр Михайлович їде разом із сином у 1891 році. Каторжна адміністрація надала подружжю право побачення два рази на тиждень. Син міг входити до матері в будь-який час. Нарешті Софію Богомолець перевели у вільну команду. Через три дні вона померла. Батько і син Богомольці повернулися з каторги до Ніжина, заражені туберкульозом.
У 1895 році батько і син Богомольці переїжджають до Кишинева. Там вони живуть у рідного брата Олександра Михайловича — Михайла Михайловича, акцизного чиновника, дійсного статського радника.
Через три роки постановою міністра внутрішніх справ Олександру Михайловичу Богомольцю дозволено повсюдне проживання в імперії, крім столиць і Петербурзької губернії. У Кишиневі він бере участь у розробці санітарних і антиепідемічних заходів, воює з місцевою владною і медичною бюрократією. Після відрахування з Кишинівської гімназії Богомольця-молодшого за вільнодумство в 1899 році батько і син переїжджають до Ніжина.
Доки Сашко Богомолець доучувався на останньому курсі 1-ї Київської чоловічої гімназії, Олександр Михайлович служив земським лікарем в Остерському, Ніжинському та інших повітах Чернігівської губернії. На державну службу Олександра Михайловича взяли попри те, що за ним зберігався негласний нагляд — який, утім, був знятий 12 листопада 1902 року.
У зв'язку із соціальними заворушеннями 1905—1907 років з ініціативи чернігівського губернатора земським службовцям Ніжинського повіту було запропоновано підписати за встановленим зразком розписку про неналежність до політичних організацій «протизаконного характеру» (йшлося про соціал-демократичні партії і організації різного штибу — від ліберальних до радикальних). Однак Олександр Михайлович Богомолець відмовився це зробити.

## Батько і син Богомольці
Між Олександром Михайловичем Богомольцем і його сином завжди зберігалися теплі стосунки. Богомолець-старший добре знав французьку та німецьку мови і допомагав синові перекладати його роботи перед стажуванням у Сорбонні, звіряв переклади з оригіналом. У листах до батька Олександр Олександрович обговорював з ним професійні проблеми, ділився своїми науковими відкриттями.
У 1910 році Олександр Михайлович Богомолець переїжджає до Одеси до сина, де той працював приват-доцентом у Новоросійському університеті, а після повернення його зі стажування у Франції — до Саратова. В Одесі працював вільнопрактикуючим лікарем. У 1911 році — знову в Кишиневі.
У 1914 році Олександр Михайлович Богомолець несподівано вирішив вступити на історико-філологічний факультет Московського університету. Богомолець-старший був дуже старанним слухачем і відвідував усі лекції. Проте вже десь восени 1914 року Олександр Михайлович починає замислюватися про те, щоб залишити навчання. Син відмовляв його, радив не кидати університет зовсім, а перевестися у вільні слухачі. Правда, в одному з листів Богомолець-молодший зізнавався, що «ніколи не бачив сенсу» у прагненні тата отримати філологічну освіту. Однак готовий був фінансувати навчання батька.
Уже на схилі років, у 1922 році, Олександр Михайлович вирушив у подорож містами України. Про це згадується в одному з листів Олександра Олександровича Богомольця до нього. Про деталі подорожі не повідомляється, але в тому ж листі Олександр Олександрович просить батька привезти книг українською мовою і, по можливості, словник.
Останні роки життя Олександр Михайлович Богомолець провів у Москві. Помер там же 11 лютого 1935 року.